# Sklaverei in Mauretanien
Die Sklaverei in Mauretanien besteht trotz ihrer mehrmaligen offiziellen Abschaffung – zuletzt 2007 – weiter fort und betrifft die Nachfahren von vor Generationen versklavten und bis heute nicht freigelassenen Menschen, die ʿAbīd (sing. Abd). Diese sind überwiegend Schwarze, die der Bidhan (auch „weiße Mauren“), einer arabisch-berberischstämmigen Volksgruppe der Mauren als Sklaven dienen. Als „schwarze Mauren“ oder Haratin werden die ehemaligen, freigelassenen Sklaven bezeichnet, die nach groben Schätzungen 40 Prozent der Bevölkerung ausmachen.
Die Sklaverei wird von weiten Teilen der mauretanischen Bevölkerung als ein lediglich historischer Tatbestand betrachtet. Die Zahl der Sklaven im Land ist unbekannt, wird aber von Menschenrechtsgruppen auf die Größenordnung von Hunderttausenden geschätzt. Laut Kevin Bales ist der Anteil von Sklaven an der Gesamtbevölkerung der höchste der Welt.

## Geschichte und Gesellschaft
Die mauretanische Gesellschaft ist sowohl bei den arabisch-berberischen Bidhan als auch bei den schwarzafrikanischen Soudans traditionell in hierarchische Klassen oder Statusgruppen und zugleich horizontal in Stämme (Qabila) gegliedert. Im 20. Jahrhundert, besonders seit der Unabhängigkeit, gab es beträchtliche Veränderungen dieser Klassen- und Stammesstrukturen, die jedoch in wesentlichen Teilen bis heute als ein prägendes Element der Gesellschaft wirksam sind.
Die Vorfahren der heutigen schwarzen Mauren waren Angehörige verschiedener schwarzafrikanischer Volksgruppen, die vor Generationen in die Sklaverei verschleppt worden waren. Sie arbeiteten hauptsächlich als Viehhüter, Landarbeiter und im Haushalt ihrer Besitzer und passten sich ihnen allmählich kulturell an. Wie ihre Herren sind sie heute mehrheitlich Muslime und werden als Mauren betrachtet, nicht als Angehörige der schwarzafrikanischen Bevölkerung (Soudans oder Afromauretanier) Mauretaniens.
Traditionell betrieben auch die schwarzen Soudans Sklavenhaltung (siehe auch innerafrikanischer Sklavenhandel); darüber, ob sie dies heute noch tun, gibt es unterschiedliche Aussagen. Die Haratin werden in der gesellschaftlichen Hierarchie auf zweifache Weise eingeordnet: einmal als Gruppe der Haratin und zugleich als Stammesmitglieder ihrer früheren Herrn, die der Gruppe der Krieger (Hassan), Islamgelehrten (Zwaya) oder Vasallen (Zenaga) angehören. Es gab Haratin, die selbst Sklaven besaßen.
Seit den 1930er Jahren durften sich die Sklaven in ganz Mauretanien frei bewegen, was ihnen bessere Fluchtmöglichkeiten eröffnete. In dem überwiegend von nomadischer Lebensweise geprägten Land konnten sie an den wenigen französischen Verwaltungsposten sesshaft werden und Arbeit als Hauspersonal oder Handwerker erhalten. Die kleinen Städte wuchsen überwiegend durch zugezogene Sklaven und Haratin. Die Tradition der Sklaverei überdauerte auch die französische Kolonialzeit bis 1960. Die Dürreperiode 1968/69 trug zur Trennung von Sklaven und ihren nun verarmten Herren bei.
Ab den 1960er Jahren begannen sich ehemalige Sklaven (Haratin) zu organisieren, namentlich in der Anfang der 1970er Jahre entstandenen Menschenrechtsorganisation El Hor (arabisch al-ḥurr, „der Freie“), und es kam zu Protesten gegen das System der Sklaverei. Dürre, Hunger und die Ausbreitung der Wüste in den 1970ern und 1980ern (siehe Hungersnot in der Sahelzone) und die damit verbundene Landflucht veränderten auch das Leben mancher Sklaven, die so mit der moderneren Welt der Städte in Kontakt kamen. Sklaven, die von ihren Herren nicht ernährt werden konnten, wurden in dieser Zeit freigelassen, freilich ohne eine Existenzgrundlage zu haben.
Es gab in der mauretanischen Geschichte vier Versuche, die Sklaverei über eine Gesetzgebung abzuschaffen. Den ersten Versuch unternahmen die französischen Kolonialherren 1905. In der Verfassung bei der Unabhängigkeit des Landes 1961 wird die Sklaverei ein zweites Mal, aber nur indirekt erwähnt. Das folgende Gesetz zur Sklaverei wurde am 9. November 1981 verabschiedet. In Artikel 2 wird die Entschädigung der „Anspruchsberechtigten“ geregelt, also was die Sklavenbesitzer für die Freilassung ihrer Dienersklaven als Gegenleistung erhalten sollen. Zu keinem der drei Gesetze wurden Durchführungsverordnungen entwickelt oder Strafandrohungen bei Zuwiderhandlung ausgesprochen.
Das jüngste Gesetz vom 8. August 2007 stellt erstmals Sklaverei unter Strafe. Es war als außenpolitisches Signal gegenüber den Vereinigten Staaten und der Europäischen Union gedacht. Die Präsidentschaftswahl vom März 2007 hatte bereits die Abschaffung der Sklaverei zum Thema. Dabei wurde das Verhältnis des Islam zur Sklaverei diskutiert. Hierzu bestehen drei unterschiedliche Positionen:
- Die Sklaverei ist im Islam nicht verboten.
- Der Islam hält sich aus dieser Frage heraus und kann daher weder als Legitimation noch als Grund für die Abschaffung der Sklaverei in Anspruch genommen werden.
- Der Islam wurde früher zur Legitimierung von Sklaverei benutzt, die Frage muss aber für die heutigen Verhältnisse neu diskutiert werden.

Das Gesetz war im Parlament äußerst umstritten, viele Parlamentarier sahen in der Sklaverei kein Unrecht und hielten sie nur nicht mehr für zeitgemäß. Im Alltag wird das Gesetz häufig durch langwierige Verfahren unterlaufen. So werden Gerichtsverhandlungen verzögert und den Sklaven obliegt die Beweispflicht, dass sie Sklaven sind. Diese Regelung schützt die Sklavenhalter.
Gemäß der Regierung existieren heute allenfalls „Spuren der Sklaverei“ im Land; mauretanische Menschenrechtsorganisationen wie El Hor und SOS Esclaves sowie internationale Organisationen wie Anti-Slavery International sehen dies jedoch anders.

## Heutige Situation
Die mauretanische Organisation SOS Esclaves vermutete 2010 bis zu 600.000 Sklaven in Mauretanien, was 20 % der Gesamtbevölkerung entspräche. Die Zahl ist nicht belegbar.
Ein verbreiteter Name für männliche mauretanische Sklaven ist Bilal, nach dem gleichnamigen ehemaligen Sklaven von Umayya ibn Chalaf und Vertrauten des islamischen Propheten Mohammed.
Die Behandlung und Situation der Sklaven ist unterschiedlich. Es gibt sowohl Beispiele von „humaner“ Behandlung als auch von Grausamkeit. Sklavenkinder können ihren Eltern weggenommen und weitergegeben oder -verkauft werden. Manchen Sklaven sei es seitens ihrer Herren erlaubt, fortzugehen, was sie jedoch nicht tun, da es im armen Mauretanien wenig wirtschaftliche Lebensgrundlagen in der Freiheit gebe. Andere werden mit Drohungen und Gewalt festgehalten.
Bis heute wurde nie ein Sklavenhalter verurteilt. Polizei und Gerichte unterstützten in manchen Fällen gar die Sklavenhalter. Nach der Scharia ist Sklaverei zulässig, auch wenn die Sklaven Muslime sind. Muslime dürfen lediglich nicht neu versklavt werden. Manche Sklavenhalter erwarten eine Entschädigung, ehe sie ihre Sklaven in die Freiheit entlassen. Die Regierung verneinte lange die Existenz von Sklaverei und behinderte die Arbeit von Menschenrechtsorganisationen gegen diese Praxis. Der Sklavereiexperte Kevin Bales musste sich in der zweiten Hälfte der 1990er Jahre als Zoologe ausgeben, um nach Mauretanien einreisen und nachforschen zu können.
2005 wurde die Organisation SOS Esclaves offiziell anerkannt. Das Gesetz von 2007 belegt Sklavenhaltung mit bis zu zehn Jahren Haft.
Ein Grund für das lange zurückhaltende Engagement der Regierung ist wohl, dass die Sklaverei in Mauretanien eine bedeutende Institution darstellt und dazu beiträgt, die Macht der Elite der weißen Mauren zu sichern. Eine Emanzipation der Sklaven und ihr Zusammenschluss mit den im Süden Mauretaniens lebenden Soudans oder Afromauretaniern würde die Macht dieser Elite erschüttern. Insbesondere würde sich die Frage nach der Übergabe von Land aus dem Besitz weißer Mauren an die (ehemaligen) Sklaven stellen, um diesen eine Existenzgrundlage zu ermöglichen und sie zu entschädigen. Land ist jedoch allgemein knapp, sodass die heutigen Besitzer keinesfalls davon ablassen wollen.

„Im heutigen Mauretanien gibt es keine Sklaverei, doch wohin man auch blickt, an jeder Straßenecke und in jedem Laden, auf allen Feldern und Weideflächen sieht man Sklaven. Sie fegen und putzen, sie kochen und betreuen die Kinder, sie bauen Häuser und hüten Schafe, schleppen Wasser und Ziegel – sie erledigen alle Arbeiten, die mühselig, unangenehm und schmutzig sind. Die Wirtschaft Mauretaniens lastet einzig auf ihren Schultern; erst ihre nie endende Plackerei ermöglicht den Herren ihr angenehmes Leben und garantiert sogar den Lebensunterhalt derer, die keine Sklaven halten.“

## Rundfunkberichte
- Benjamin Moscovici: Vor den Wahlen in Mauretanien – Das politische Erwachen der Sklavenkinder. Deutschlandfunk, Hintergrund vom 31. August 2018
- Thilo Guschas, Mahmoud Tawfik: Mit Gospel für die Freiheit – Die Sklaven von Mauretanien. Deutschlandfunk Kultur, Feature vom 2. November 2019